# Джонс, Лин
Ричард Лин Джонс (англ. Richard Lyn Jones; род. 5 июня 1964, Кумавон, Гламорган) — валлийский регбист, выступавший на позиции фланкера, и регбийный тренер, бывший главный тренер сборной России по регби.

## Биография
В бытность игроком выступал на позиции оупенсайд-фланкера (правого фланкера), играл за любительские валлийские команды «Нит», «Лланелли» и «Треорки», провёл в общей сложности 385 игр за эти клубы. В 1993 году сыграл пять матчей за сборную Уэльса, отметился ещё 10 играми за вторую сборную Уэльса.
С 1994 по 2003 годы работал тренером клуба «Нит», выиграв в 1995 году чемпионат Уэльса с этой командой. В 2003—2008 годах руководил клубом «Оспрейз» после его образования, пост тренера покинул 16 мая 2008 года по взаимной договорённости с руководством клуба. Под руководством Джонса «Оспрейз» выиграли дважды Кельтскую лигу в сезонах 2004/2005 и 2006/2007, а также Англо-валлийский кубок в 2008 году. С ноября 2008 года был помощником тренера «Ньюпорт Гвент Дрэгонс», в июне 2009 года отправился работать в Абу-Даби (ОАЭ), где был тренером регбийной команды Британской школы. В июне 2011 года Лин Джонс возглавил английский клуб «Лондон Уэлш», с которым вышел в Премьер-Лигу. В 2013 году стал тренером клуба «Ньюпорт Гвент Дрэгонс» (также просто «Дрэгонс»), окончательно закрепившись на посту после ухода Даррена Эдвардса в феврале 2014 года.
В июне 2014 года главным тренером «Драконов» стал Кингсли Джонс, а в апреле 2016 года Лин Джонс ушёл из тренерского штаба. В ноябре 2016 года Лин Джонс был назначен тренером клуба «Вельвичиас» — фарм-клуба сборной Намибии или её фактического второго состава, который играл в Кубке Карри в 2017 году.
В июне 2018 года Джонс объявил об уходе из «Вельвичиас», намереваясь вернуться домой в Уэльс.
3 августа 2018 года Лин Джонс стал главным тренером сборной России по регби, заключив контракт по схеме «1,5 + 2». Контракт был заключён через 3 месяца после того, как судебным решением сборная России получила путёвку на Кубок мира 2019 года вместо дисквалифицированной сборной Румынии. В качестве цели перед Джонсом была поставлена подготовка к Кубку мира.
30 ноября 2021 года был отправлен в отставку. С его слов, ещё в сентябре он уведомил Федерацию регби России о том, что хочет покинуть сборную.

## Личная жизнь
Есть сын Люк, профессиональный регбист, игрок клуба «Джерси Редс».